# タイラー・クリストファー
タイラー・クリストファー（Tyler Christopher、1983年10月3日 ‐ ）は、カナダ・チリワック出身で短距離走が専門の元陸上競技選手。
400mでは屋外（44秒44）と室内（45秒67）のカナダ記録保持者。2005年ヘルシンキ世界選手権男子400mの銅メダリスト、2008年バレンシア世界室内選手権男子400mの金メダリストである。

## 経歴
2005年5月22日に400mで44秒72のカナダ新記録（当時）を樹立し、2001年にShane Niemiがマークした44秒86を更新した。
2005年8月12日のヘルシンキ世界選手権男子400m決勝で44秒44のカナダ新記録を樹立し、ジェレミー・ウォリナー（43秒93）、アンドリュー・ロック（44秒35）に次ぐ3位に入り銅メダルを獲得した。これは女子も含め、400mでカナダ勢が獲得した初のメダルとなった。
2008年2月16日に室内の400mで45秒80の新カナダ記録（当時）を樹立し、1995年にMark Jacksonがマークした46秒73を更新した。
2008年3月9日のバレンシア世界室内選手権男子400m決勝で45秒67のカナダ新記録を樹立し、ヨハン・ウィスマン（46秒04）、クリス・ブラウン（46秒26）らに競り勝ち金メダルを獲得した。これは、この種目においてカナダ勢が獲得した初のメダルとなった。
2011年に現役を引退した。

## 自己ベスト
記録欄の（　）内の数字は風速（m/s）で、+は追い風を意味する。
| 種目 | 記録          | 年月日        | 場所           | 備考       |
| 屋外 | 屋外          | 屋外          | 屋外           | 屋外       |
| ---- | ------------- | ------------- | -------------- | ---------- |
| 150m | 15秒17 (+0.8) | 2004年5月20日 | サンタンヌ     |            |
| 200m | 20秒49 (+1.3) | 2005年4月15日 | クレアモント   |            |
| 300m | 31秒77        | 2004年5月20日 | サンタンヌ     |            |
| 400m | 44秒44        | 2005年8月12日 | ヘルシンキ     | カナダ記録 |
| 室内 |               |               |                |            |
| 200m | 21秒22        | 2004年2月7日  | サスカトゥーン |            |
| 300m | 32秒53        | 2008年2月2日  | ウィニペグ     | カナダ記録 |
| 400m | 45秒67        | 2008年3月9日  | バレンシア     | カナダ記録 |

## 主要大会成績
備考欄の記録は当時のもの
| 年   | 大会                                 | 場所               | 種目    | 結果   | 記録            | 備考       |
| ---- | ------------------------------------ | ------------------ | ------- | ------ | --------------- | ---------- |
| 2001 | パンアメリカン ジュニア選手権 (en)   | サンタフェ         | 200m    | 8位    | 22秒02 (+0.4)   |            |
| 2001 | パンアメリカン ジュニア選手権 (en)   | サンタフェ         | 4x100mR | 4位    | 41秒73 (2走)    |            |
| 2002 | 世界ジュニア選手権                   | キングストン       | 200m    | 準決勝 | 21秒20 (-1.1)   |            |
| 2002 | 世界ジュニア選手権                   | キングストン       | 4x400mR | 予選   | 3分10秒40 (2走) |            |
| 2003 | 世界選手権                           | パリ               | 4x400mR | 予選   | 3分02秒97 (1走) |            |
| 2004 | 北中米カリブU23選手権 (en)           | シェルブルック     | 400m    | 優勝   | 45秒25          |            |
| 2005 | 世界選手権                           | ヘルシンキ         | 400m    | 3位    | 44秒44          | カナダ記録 |
| 2007 | パンアメリカン競技大会 (en)          | リオデジャネイロ   | 400m    | 2位    | 45秒05          |            |
| 2007 | 世界選手権                           | 大阪               | 400m    | 6位    | 44秒71          |            |
| 2007 | ワールドアスレチック ファイナル (en) | シュトゥットガルト | 400m    | 2位    | 44秒87          |            |
| 2008 | 世界室内選手権                       | バレンシア         | 400m    | 優勝   | 45秒67          | カナダ記録 |
| 2008 | オリンピック                         | 北京               | 400m    | 予選   | 45秒67          |            |